# Koeleria cenisia
Koeleria cenisia är en gräsart som beskrevs av Georges François Reuter och Elisée Reverchon. Koeleria cenisia ingår i släktet tofsäxingar, och familjen gräs. Inga underarter finns listade i Catalogue of Life.